# A Day in the Life
A Day in the Life (englisch für „Ein Tag im Leben“) ist ein Lied der britischen Band The Beatles, das am 1. Juni 1967 auf ihrem achten Album Sgt. Pepper’s Lonely Hearts Club Band als Schlusstitel veröffentlicht wurde. Die Aufnahmen fanden am 19. und 20. Januar sowie am 3., 10. und 22. Februar 1967 in den Abbey Road Studios statt. Das Lied setzt sich aus zwei Fragmenten zusammen, die John Lennon beziehungsweise Paul McCartney jeweils eigenständig geschrieben und komponiert haben. Als Copyright-Halter wird das Duo Lennon/McCartney angegeben.
Das auf der zweiten Seite des Albums Sgt. Pepper’s Lonely Hearts Club Band als 13. und letzter Titel – vor einem Hidden Track (Sgt. Pepper’s Inner Groove) am Ende des Albums – erschienene Lied wurde später in Kompilationsalben und als B-Seite zweitverwertet, so beispielsweise im Jahr 1978 bei der Single-Auskopplung des Titelliedes Sgt. Pepper’s Lonely Hearts Club Band anlässlich des gleichnamigen Spielfilms vom Juli desselben Jahres. Die Musikzeitschrift Rolling Stone veröffentlichte Anfang 2010 eine Sonderausgabe mit dem Titel „The Beatles – Die 100 besten Songs“ und setzte dort A Day in the Life auf den ersten Platz.

## Inhalt
Lennon schrieb den Hauptteil des Liedes. Inspiriert haben ihn Zeitungsartikel und eigene Erfahrungen. In der ersten Strophe bezieht er sich auf den bei einem Autounfall am 18. Dezember 1966 umgekommenen Millionär und Aristokraten-Sohn Tara Browne, der mit den Beatles (Paul McCartney, der um 1963 bereits mit ihm befreundet war, nennt ihn Tara Guinness) und anderen britischen Bands befreundet war. In der zweiten Strophe zeigt sich Lennon als teilnahmsloser Betrachter, der zusieht, wie die britische Armee den Krieg gewinnt. Er bezieht sich dabei auf Richard Lesters Film Wie ich den Krieg gewann, in dem Lennon drei Monate zuvor mitgespielt hat. Ob er damit auch auf den Vietnamkrieg eingehen wollte, ist nicht geklärt. In der dritten Strophe greift er einen Artikel vom 17. Januar 1967 der Daily Mail über Schlaglöcher in Blackburn, Lancashire, auf. Die Löcher wurden auf Anweisung gezählt und mit ca. 4000 beziffert, womit rechnerisch auf 26 Bewohner des Landkreises ein Loch kam. Diesen absurden Vergleich trieb Lennon auf die Spitze, indem er sagte, jetzt wisse man auch, wie viele Löcher man benötige, um die Royal Albert Hall zu füllen.
Die Strophen zwei und drei des Liedes werden überbrückt mit einer kleinen musikalischen Skizze von Paul McCartney über den von Routine beherrschten Alltag: aufwachen, Haare kämmen, den Bus erwischen, eine Zigarette rauchen usw. McCartney dachte dabei an seine Schulzeit. Dieser Bezug zu den täglichen Banalitäten kann als Gegenpol zu Lennons Teil gesehen werden, der eher moralisch-gesellschaftliche Probleme darstellte.

## Aufnahmen
A Day in the Life wurde am 19. und 20. Januar sowie am 3., 10. und 22. Februar 1967 in den Londoner Abbey Road Studios (Studio 2 ) mit dem Produzenten George Martin aufgenommen. Geoff Emerick war der Toningenieur der Aufnahmen.
Beim Aufnehmen der Basisspuren hatten die Beatles noch keine Idee, wie Lennons und McCartneys Teile verbunden werden sollten. Deshalb ließen sie zunächst 24 Takte frei. In der endgültigen Aufnahme ist auch die Stimme von Mal Evans zu hören, der die 24 Takte mitzählte und am Ende einen Wecker klingeln ließ – als passende Einleitung für McCartneys Teil. Der Wecker war als Gag von Lennon mitgebracht worden, um Ringo Starr zu wecken, sobald sie ihn für eine Aufnahme brauchen würden.
Bald entwickelte sich die kostspielige Idee McCartneys (inspiriert von avantgardistischen Kompositionen von Karlheinz Stockhausen, Luciano Berio und John Cage), die Überleitung von einem Sinfonieorchester spielen zu lassen. Dabei sollten die Musiker ganz leise auf der tiefsten Note ihrer Instrumente beginnen und auf dem höchsten Ton, einem E-Dur-Dreiklang, in voller Lautstärke enden. Zuvor gab ihm noch der Avantgarde-Choreograph Merce Cunningham bezüglich der Orchestermusiker den Rat „Zieh sie an einem Seil über die Bühne“. George Martin kümmerte sich um die Umsetzung und reduzierte das Orchester von den gewünschten 80 auf 40 Musiker.
Eine Auswahl an Musikern des London Philharmonic Orchestra kam am 10. Februar 1967 für die Aufnahmen ins Studio. Die Gruppe wollte aus der Session allerdings eine Party machen und lud allerlei Freunde ein, darunter Mick Jagger, Keith Richards, Donovan, Marianne Faithfull und Michael Nesmith. Es wurden Hüte, Pappnasen, Luftballons und Gorilla-Tatzen verteilt und man hielt das Ereignis auf 16-mm-Film fest. Teile des Filmmaterials wurden in den späten 2010er Jahren in einem offiziellen Musikvideo zum Song verarbeitet.
Der vorgesehene Soundcluster wurde in fünf Durchgängen aufgenommen. Das Orchester wurde dann zweimal gedoppelt, sodass auf der Aufnahme insgesamt 160 Instrumente zu hören sind.
Für den Schluss wollten die Beatles einen überwältigenden Akkord, der lange nachklingt. Die erste Idee, das Lied mit einem gesprochenen „Hummmmmm“ zu beenden, wurde verworfen und stattdessen ein E-Dur-Akkord auf dem Klavier favorisiert. Lennon, McCartney, Starr, Mal Evans und George Martin spielten diesen so laut wie möglich auf drei Klavieren gleichzeitig. Dies erwies sich bei der Aufnahme allerdings als kompliziert, da die fünf Akteure beim „In-die-Tasten-hauen“ Schwierigkeiten mit dem Gleichklang hatten. Um den Nachklang optimal aufzunehmen, musste die Aufnahmelautstärke auf konstant hohem Niveau gehalten werden. Gegen Ende des Akkords war dadurch der Aufnahmepegel so hoch, dass das Rascheln von Papier und das Quietschen eines Stuhls zu hören sind. Jemand gibt ein „Shhh!“ von sich, als wäre es die Anweisung, möglichst still zu sein. Es gibt auch Behauptungen, man könne die Klimaanlage des Studios hören. Insgesamt benötigte man etwa 36 Stunden für die Produktion.
Der Toningenieur Geoff Emerick berichtete, dass auf Anregung von John Lennon als Streich nach dem Schlussakkord ein hochfrequenter Pfeifton, vergleichbar dem einer Hundepfeife, eingemischt wurde, um auch Hunden etwas zum Anhören zu geben.
Es wurde eine Monoabmischung am 22. Februar 1967 und eine Stereoabmischung am 23. Februar hergestellt.
Besetzung
- John Lennon: Akustikgitarre, Klavier, Gesang
- Paul McCartney: Bass, Klavier, Gesang
- George Harrison: Maracas
- Ringo Starr: Schlagzeug, Bongos
- George Martin: Harmonium
- Mal Evans: Klavier, Wecker, Stimme die anzählt
- Erich Grünberg, Granville Jones, Bill Monro, Jürgen Hess, Hans Geiger, D. Bradley, Lionel Bentley, David McCallum, Donald Weekes, Henry Datyner, Sidney Sax, Ernest Scott: Geige
- John Underwood, Gwynne Edwards, Bernard Davis, John Meek: Bratsche
- Francisco Gabarro, Dennis Vigay, Alan Daziel, Alex Nifosi: Cello
- Cyril MacArthur, Gordon Pearce: Kontrabass
- John Marston: Harfe
- Basil Tschaikov, Jack Brymer: Klarinette
- Roger Lord: Oboe
- N. Fawcett, Alfred Waters: Fagott
- Clifford Seville, David Sandeman: Flöte
- Alan Civil, Neil Sanders: Waldhorn
- David Mason, Monty Montgomery, Harold Jackson: Trompete
- Raymond Brown, Raymond Premru, T. Moore: Posaune
- Michael Barnes: Tuba
- Tristan Fry: Pauke

## Sonstiges
- Das Lied wurde von der BBC zunächst indiziert, weil man dort der Meinung war, die Textzeile „I’d love to turn you on“ verherrliche Drogen.
- In der Dokumentation The Making of Sgt. Pepper, die die BBC 1992 ausstrahlte, berichten viele Beteiligte von der kreativen Arbeit im Studio.
- Prince bezeichnete A Day in the Life als einen von 55 Songs, die ihn musikalisch inspiriert haben.

## CD-Version
Auf der Schallplattenversion des Albums folgt nach einer kurzen Pause ein etwa zwei Sekunden langer versteckter Titel, der sich in der Endrille befindet und auf Plattenspielern, die über keine automatische Abschaltung verfügen, endlos abgespielt wird. Dieser Track erhielt 1980 die Bezeichnung Sgt. Pepper Inner Groove, als er in den USA auf dem Sampler Rarities veröffentlicht wurde. Um den Effekt dieses in einer Endlosschleife abgespielten Hidden Tracks nachzuahmen, wurde das Stück auf etwa 22 Sekunden verlängert – sodass die Originalschleife elfmal zu hören ist – und nach einer kurzen Pause an das Ende des Stücks A Day in the Life angefügt. Was genau in der Tonschleife zu hören ist, wurde oft diskutiert. Einige glaubten, es sei eine geheime Botschaft um die Paul-is-dead-Verschwörungstheorie (“Will Paul return as superman?”), andere eine Obszönität (“We fuck you like the supermen”). In der Biografie von Barry Miles aus dem Jahr 1997 stellte McCartney klar, dass es “It really couldn’t be any other” heißt.

## Veröffentlichungen
- Am 30. Mai 1967 erschien in Deutschland das zwölfte Beatles-Album Sgt. Pepper’s Lonely Hearts Club Band, auf dem A Day in the Life enthalten ist. In Großbritannien wurde das Album am 26. Mai veröffentlicht, dort war es das neunte Beatles-Album. In den USA erschien das Album sechs Tage später, am 1. Juni, dort war es das 14. Album der Beatles.
- Am 14. August 1978 erschien die Single Sgt. Pepper’s Lonely Hearts Club Band / With a Little Help from My Friends / A Day in the Life in den USA, die dort den 71. Platz der Charts erreichte. In Großbritannien wurde die Single am 30. September veröffentlicht und erreichte Platz 63 der Charts.
- Am 13. März 1996 wurde das Kompilationsalbum Anthology 2 veröffentlicht, auf dem sich eine neue Abmischung aus dem Jahr 1995 befindet, die von den Aufnahme-Takes 1, 2 und 6 stammt.
- Am 26. Mai 2017 erschien die 50-jährige Jubiläumsausgabe des von Giles Martin und Sam Okell neuabgemischten Albums Sgt. Pepper’s Lonely Hearts Club Band (Super Deluxe Box), auf dieser befinden sich, neben der Monoversion, die bisher unveröffentlichte Versionen Take 1, Take 2, Orchestra Overdub, Hummed Last Chord – Takes 8, 9, 10 and 11, The Last Chord und Unreleased First Mono Mix von A Day in the Life.
- Am 10. November 2023 wurde das Kompilationsalbum 1967–1970 erneut wiederveröffentlicht. Auf diesem befindet sich A Day in the Life in der von Giles Martin und Sam Okell 2017 neu abgemischten Version.

## Coverversionen
Der Song wurde von vielen Musikern aufgenommen, bis 1970 vor allem im Bereich des Jazz. Wes Montgomery, Wolfgang Dauner und Grant Green spielten den Song ein. Des Weiteren haben Neil Young, Bobby Darin, The Bee Gees (1978), The Fall (1988), Sting (1993), Phish (2002) und Cheap Trick (2009) den Song gecovert. Jeff Beck brachte sein Cover für die von George Martin produzierte Compilation In My Life (1998) ein. Diese Version wurde in dem Film Across the Universe verwendet und gewann 2010 in der Kategorie Best Rock Instrumental Performance einen Grammy. 2008 erschien eine Liveversion auf seinem Album Performing this Week: Live at Ronnie Scott’s Jazz Club, bei der Tal Wilkenfeld Bass spielt. Seit dem Jahr 2008 spielt McCartney das Stück auf seinen Konzerten.
Marv Newland verwendete den Schlussakkord von A Day in the Life in seinem Kurzanimationsfilm Bambi Meets Godzilla aus dem Jahr 1969.

## Auszeichnungen für Musikverkäufe
| Land/Region                  | Auszeichnungen für Musikverkäufe (Land/Region, Auszeichnung, Verkäufe) | Verkäufe |
| ---------------------------- | ---------------------------------------------------------------------- | -------- |
| Vereinigtes Königreich (BPI) | Silber                                                                 | 200.000  |
| Insgesamt                    | 1× Silber ·                                                            | 200.000  |